# Elgin (Illinois)
Elgin je grad u američkoj saveznoj državi Ilinois. Prema popisu stanovništva iz 2010. u njemu je živjelo 108.188 stanovnika.